# Курибаяси, Минами
Минами Курибаяси (яп. 栗林 みな実, Курибаяси Минами) — японская певица, автор песен и сэйю. Родилась 11 июня 1976 года в г. Сидзуока, преф. Сидзуока, Япония. Её самое распространённое прозвище — «куриноко» (栗の子). Сотрудничает с фирмой звукозаписи Lantis.

## Биография
Как сэйю, Курибаяси сыграла сравнительно мало ролей, гораздо больше она известна, как певица и автор песен. Поначалу, окончив школу и институт, она поступила в одну из фирм сэйю, но вскоре решила для себя, что ей больше по душе музыка, и через полгода оттуда уволилась. Желая стать певицей, проходила прослушивания в разных местах, но поначалу часто получала отказы. Поэтому подрабатывала выступлением на таких мероприятиях, как Комикет. Известность к ней пришла после того, как она озвучила главную роль (Судзумии Харуки) в компьютерной игре «Кими га нодзому эйэн» (君が望む永遠), а также написала и исполнила в этой игре песню «Rumbling hearts». Ещё больше она стала известна, когда на основе этой игры был создан аниме-сериал «Беспокойные сердца» (примечательно, что хотя оригинальное название сериала совпадает с названием игры (君が望む永遠), в официальных изданиях на английском и русском языках он был назван по названию песни). Позже в одной из радиопередач она призналась, что решила для себя, что «если до 25 лет не смогу войти в этот мир [т. е. мир музыкального бизнеса], прекращу эти попытки». Её дебют в игре «Кими га нодзому эйэн» состоялся как раз когда ей было 25 лет.
После этого она ещё какое-то время писала песни для компьютерных игр, но после успеха её песни «Precious Memories» (опенинг того же аниме «Кими га нодзому эйэн») на неё обратили внимание и как на аниме-певицу. После этого она исполнила песни в целом ряде аниме, в частности, Muv-Luv, Крестовый поход Хроно, Mai-HiME, Mai-Otome, School Days (в двух последних она также сыграла роли в качестве сэйю), Kurokami The Animation, Sora o kakeru shoujo.
Разумеется, она выступает и в качестве обычной певицы. На настоящее время она выпустила около 20 синглов и несколько альбомов. Выступает она также и с концертами.
Помимо сольных выступлений она участвует и в музыкальных коллективах, в частности, состоит в сэйю юнитах «Вайрудо саннин мусумэ» (ワイルド三人娘) и «exige».
К числу её умений относится игра на пианино, на блокфлейте, компьютерная игра Mappy (где она достигла 53 уровня).
Любит мангу и аниме, и сама себя называет отаку.

## Роли в аниме

### ТВ-аниме
2003
- Беспокойные сердца (Судзумия Харука)

2005
- Mai-Otome (Эрстин Хо)

2007
- School Days (Обути Минами)

### OVA
- Akane Maniax (Судзумия Харука)
- Ayumayu Gekijou (Судзумия Харука, Ясиро Касуми)
- Kimi ga Nozomu Eien ~Next Season~ (Судзумия Харука)
- My-Otome Zwei (Риббон-тян)
- School Days ~Magical Heart Kokoro-chan~ (Обути Минами)